# Čelčice
Čelčice (en allemand : Tscheltschitz) est une commune du district de Prostějov, dans la région d'Olomouc, en République tchèque. Sa population s'élevait à 504 habitants en 2023.

## Géographie
Čelčice se trouve à 10 km au sud-sud-est de Prostějov, à 21 km au sud-sud-ouest d'Olomouc et à 212 km à l'est-sud-est de Prague.
La commune est limitée par Hrubčice et Ivaň au nord, par Klenovice na Hané à l'est, par Pivín au sud, et par Skalka et Výšovice à l'ouest, et par Čehovice au nord-ouest.

## Histoire
La première mention écrite de la localité date de 1342.

## Galerie

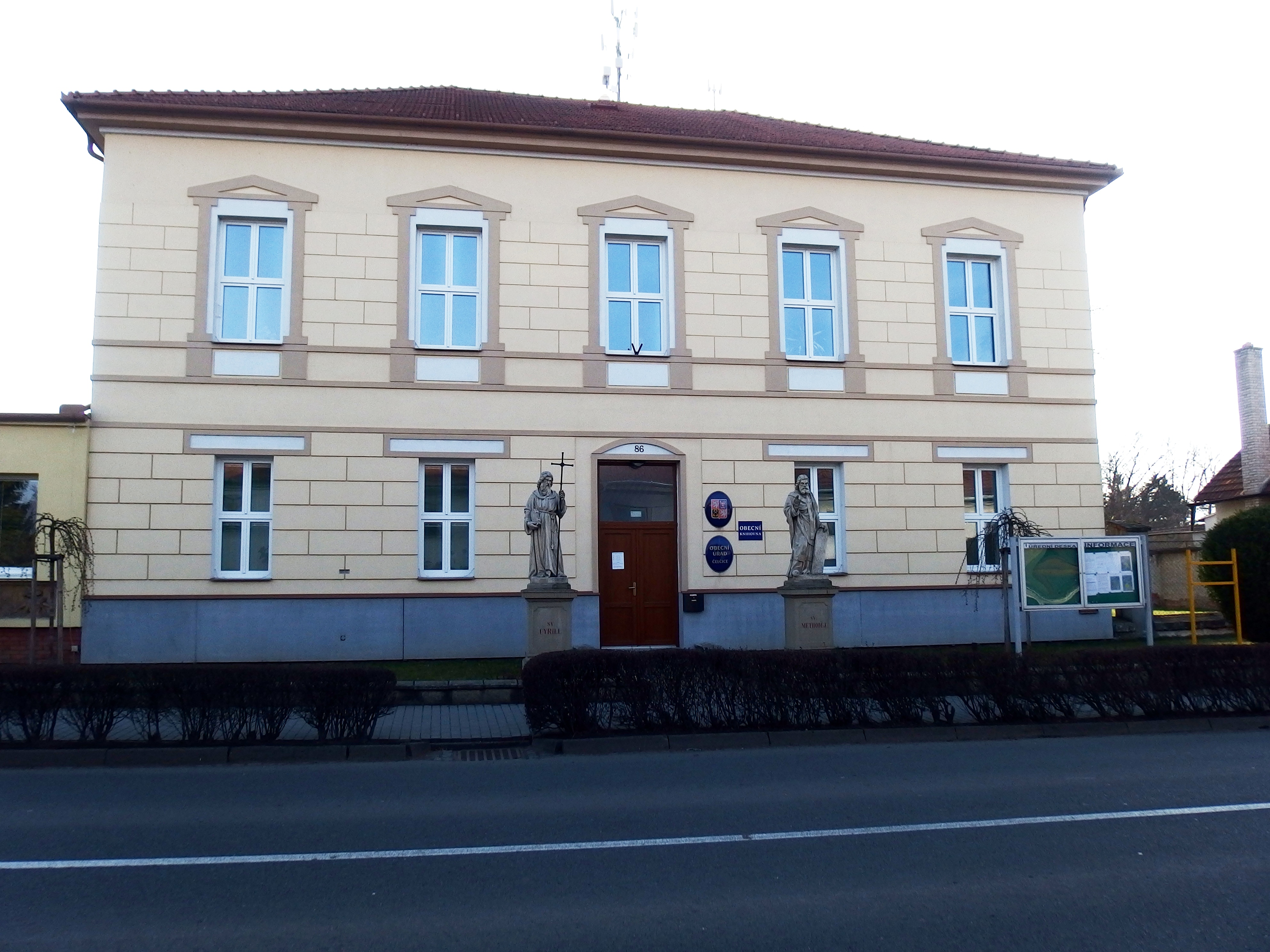
Čelčice : la mairie.
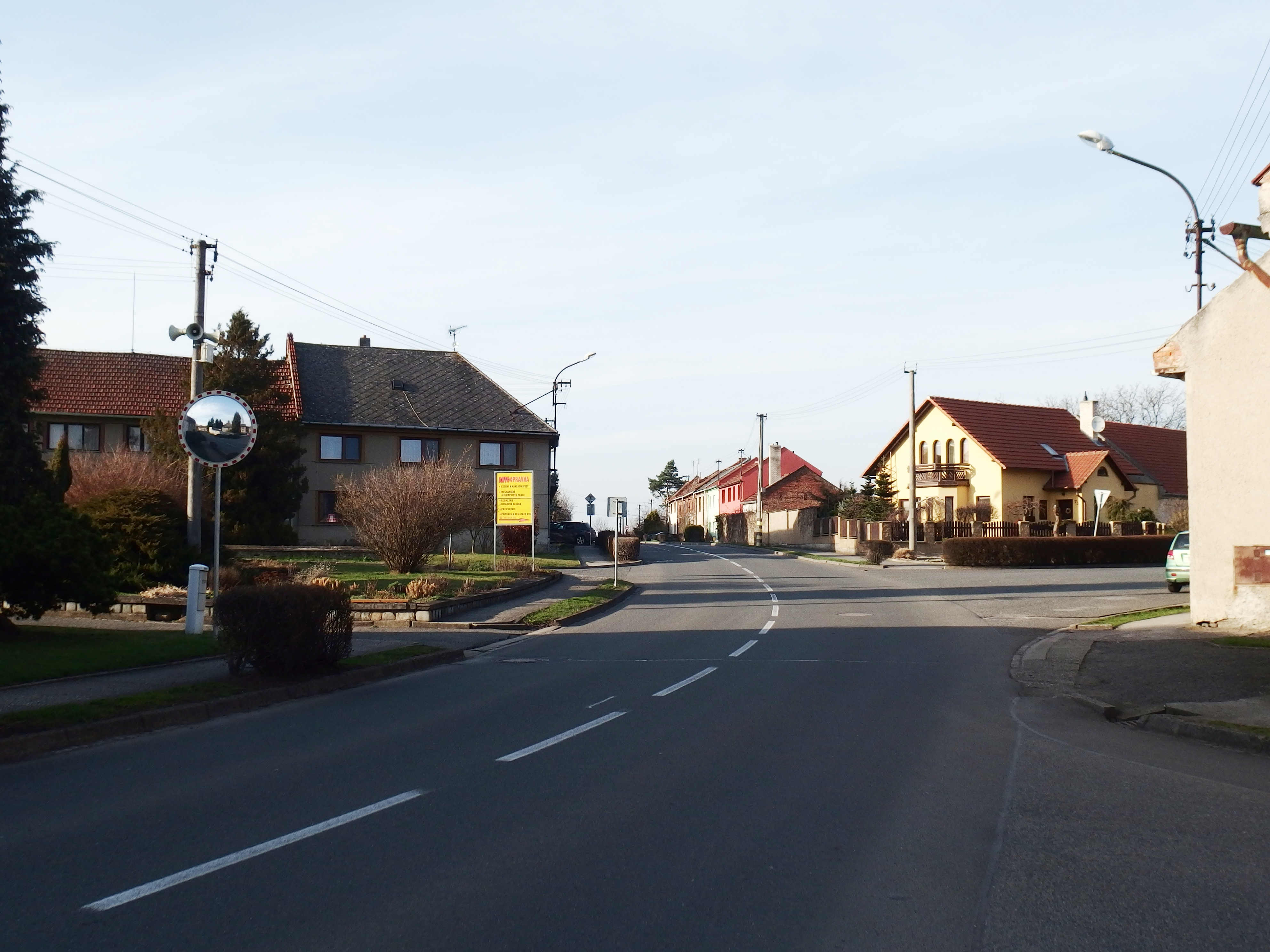
Rue principale.

## Transports
Par la route, Čelčice se trouve à 10 km de Prostějov, à 27 km d'Olomouc et à 265 km de Prague.